# Středozem

Skica mapy Středozemě

Středozem (v anglickém originále Middle-earth), někdy též Středozemě, je fiktivní kontinent vytvořený spisovatelem J. R. R. Tolkienem. Ve Středozemi, která je pouze jedním z kontinentů celého světa – Ardy, se odehrává většina Tolkienových příběhů. Středozem je dle Tolkiena umístěna na naší Zemi a je prapředchůdcem Euroasie a Afriky, přičemž konec třetího věku autor klade do období před zhruba 6 tisíci lety. Do Středozemě je zasazen kompletní děj Tolkienovy nejznámější trilogie Pán prstenů, ale též například celý příběh knihy Hobit aneb Cesta tam a zase zpátky a velké části Silmarillionu či Nedokončených příběhů.
Kromě knižních adaptací se prostředí Středozemě objevuje také ve filmech a deskových hrách či počítačových hrách.

## Pojmenování
Tolkien se při pojmenování Středozemě (angl. Middle-earth) inspiroval severskou mytologií a výrazy středověké angličtiny. Název Středozem je tak odvozen z bájného světa Midgardu a středoanglického výrazu Middel-erthe. V konstrastu s Amanem, obývaným božskými bytostmi Valar, pak Tolkien ve svých příbězích označuje Středozem rovněž jako Temné země, Bližší země, Vnější země, Velké země nebo elfským výrazem Endor (čili Střední země).

## Tolkienův svět

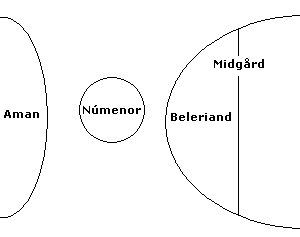
Zjednodušené schéma uspořádání známých částí Ardy – Amanu, Númenoru a Středozemě, i s západním cípem Beleriandem

Svět svých příběhů označuje Tolkien termínem Arda. Středozemí pak myslí pouze jeden z kontinentů Ardy. Dalšími jsou západněji položený Aman a neznámé země východu a jihu Ardy, Rómenor a Hyarmenor. Středozem podle všeho představuje prapředchůdce dnešní Eurasie a Afriky. Děj románu Pán prstenů se měl dle autora odehrát zhruba 6 až 8 tisíc let před naší přítomností.
| „                                               | I imagine the gap (between the Fall of Barad-dûr and modern times) to be about 6000 years... | “ |
| — The Letters of J.R.R. Tolkien, č. 211, (1958) |                                                                                              |   |

Jedním z motivů, které Tolkiena vedly k stvoření vlastního literárního světa, do nějž později zasadil většinu svých příběhů, bylo vytváření vlastních písem a jazyků. Filolog Tolkien vymyslel umělé jazyky elfů quenijštinu a sindarštinu, jazyk lidí z ostrova Númenoru, trpasličí tajnou řeč Khuzdul či Černou řeč užívanou skřety. Kromě jazyků stvořil i písma tengwar a certar. Autentičnost svým jazykům dodal psaním příběhů a tvorbou komplexní historie svého světa.

## Historie

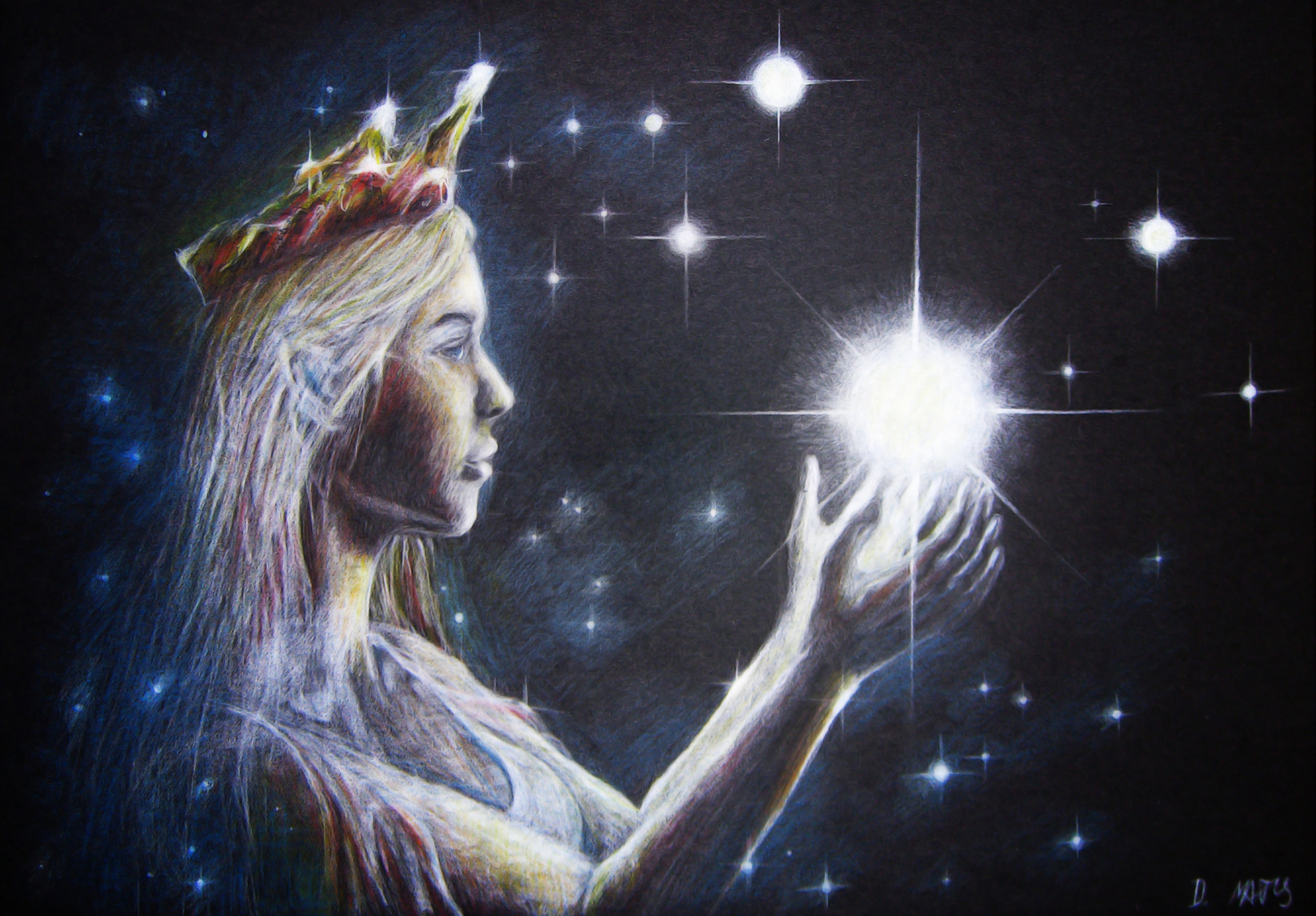
Varda tvořící hvězdy

Historií Středozemě v její celistvosti se zabývá především kniha Silmarillion. Podle ní Eru Ilúvatar na počátku na základě Hudby Ainur stvořil Ëa, což znamená svět, který jest, a uvnitř tohoto vesmíru byla stvořena Arda, tedy Země. Mnozí z Ainur se v tomto světě usídlili. Velcí z nich, zvaní Valar, se snažili nový svět uspořádat, ale proti nim povstal temnotě propadlý Melkor, nejmocnější z Ainur, který jejich práci vytrvale ničil a kazil. Na počátku Ardu osvětlovaly pouze slabé hvězdy a proto Valar vybudovali na severu a jihu Středozemě obrovské lampy Illuin a Ormal. Melkor je však nenadále napadl a zničil, čímž skončily Roky lamp.
Valar opustili Středozem a vybudovali nový domov Valinor v Amanu na západě světa. Zde Yavanna vytvořila Dva stromy, Telperion a Laurelin. Osvětlovaly Valinor, ale protože Středozem tonula v temnotě, zavěsila Varda na oblohu nové, jasnější hvězdy. U jezera Cuiviénenu pak procitly první Ilúvatarovy děti – elfové. Valar na jejich ochranu napadli a zajali Melkora a poté je pozvali do Valinoru. Elfové, kteří do Valinoru dospěli, tam dosáhli vrcholu svého poznání a vytvořili mnohá velkolepá díla. Nejproslulejším se staly Fëanorovy klenoty silmarily, které uchovávaly světlo Dvou stromů. Zajatý Melkor však byl po čase z milosti Valar propuštěn a začal mezi elfy šířit pomluvy a lži. Když byl odhalen, uprchl, ale vrátil se, zahubil Stromy, zabil Fëanorova otce Finwëho, ukradl silmarily a uprchl do Středozemě. Tak skončily Roky Stromů.
Fëanor nazval Melkora Morgothem, což znamená černý nepřítel světa, a spolu se svými syny složil přísahu,
že dostane silmarily za každou cenu zpátky. Odvedl proti vůli Valar a za použití násilí mnoho elfů z Valinoru. Valar vytvořili z posledního plodu Stromů Slunce a z posledního květu Měsíc, zavěsili je na nebe a pomocí kouzel Valinor skryli. Tak započaly Roky Slunce, rychlejší a kratší než roky Stromů. S prvním východem Slunce započal první věk a na východě Středozemě se probudili první lidé. Fëanor dorazil do Beleriandu na západě Středozemě a zahájil válku proti Morgothovi. Elfové přes počáteční úspěchy začali prohrávat a Morgoth postupně zničil všechna elfí království. Nakonec se však Eärendilovi, potomku elfů i lidí, díky jedinému silmarilu, který byl odejmut Morgothovi, podařilo doplout do Valinoru a požádat Valar o pomoc. Ve válce hněvu byl Morgoth poražen, zajat a uvržen do vnějšího prázdna. Beleriand byl válkou zničen a většina z něj se potopila na dno moře.
Na počátku druhého věku dostali elfové možnost vrátit se do Valinoru a lidem, kteří vzdorovali Morgothovi,
byl darován ostrov Númenor mezi Středozemí a Amanem. Dostali velké dary poznání, ale bylo jim zapovězeno plavit se směrem k Amanu. Ve Středozemi povstal Morgothův služebník Sauron, pomohl tamním elfům vykovat Prsteny moci, ale sám tajně vytvořil Jeden prsten, který všechny ovládal. Elfové své prsteny ukryli a nastala válka. Elfům pomohli Númenorejci, kteří Saurona zajali, ale on postupně ovládl krále Ar-Pharazôna, podporoval jeho pýchu a lstivě jej přiměl k útoku na Aman. Když však númenorejské vojsko přistálo na jeho březích, Valar předali vládu nad světem Ilúvatarovi. Ten zakřivil tvar světa do koule a oddělil Aman od Středozemě. Král a celé jeho vojsko zmizelo pohřbeno pod padajícími horami a celý Númenor se potopil do hlubin.
Elendil a část věrných Númenorejců přežili a dopluli na křídlech bouře do Středozemě, kde založili království Gondor a Arnor. Duch Saurona však přežil také a přemístil se do Mordoru, kde opět nabyl sil, a napadl je. Díky Poslednímu spojenectví elfů a lidí jej však porazili a Isildur, syn Elendilův, mu Jeden prsten odťal z ruky.

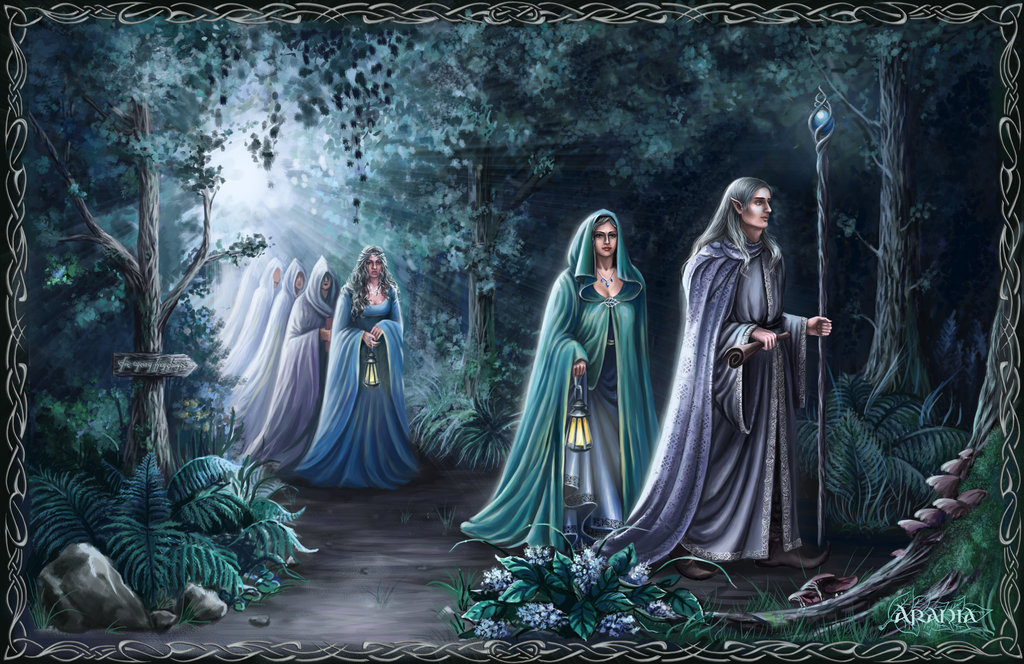
Elfové na cestě ze Středozemě

Ve třetím věku moc elfů dále slábla a slábly také lidské říše Arnor a Gondor. Valar poslali na pomoc národům Středozemě své tajné vyslance, čaroděje, jedním z nich byl Gandalf. Jeden prsten se ztratil, nikdo nevěděl, že se jej zmocnil půlčík Sméagol, který se s ním, znetvořen stovkami let k nepoznání jako tvor jménem Glum, skrýval v jeskyních Mlžných hor. Prsten se náhodou podařilo získat Bilbovi Pytlíkovi na jeho výpravě s trpaslíky proti drakovi Šmakovi. Této výpravě se věnuje kniha Hobit, období po ní pak pokračování Pán prstenů. Po Bilbově návratu Jeden prsten přešel na jeho synovce Froda Pytlíka. Sauron se ale nakonec o nálezu Prstenu dověděl také a poslal své nazgûly, aby jej získal zpět. Frodo přijal úkol Prsten zničit v Ohňové hoře v Mordoru, centru moci Saurona, aby Sauron už nikdy nemohl povstat. Ve Společenstvu, které jej na jeho úkolu provázelo, byly zastoupeny všechny svobodné národy Středozemě. Nastala válka o Prsten, kde klíčovou roli hrál Gandalf a kde tajným cílem svobodných národů bylo především odvrátit pozornost od Froda. Nakonec se Prsten podařilo dopravit na místo, kde mohl být zničen, přesto se jej podařilo zničit jedině díky Glumovi, který se jej násilím zmocnil, ale sám s ním padl do Ohně.
S počátkem čtvrtého věku nastal pro elfy ve Středozemi čas odcházení na západ. Podobně jako elfové i trpaslíci postupně mizeli z historie lidí. Většina Morgothových stvůr byla vyhubena a skřeti ani ostatní jeho služebníci již nikdy nepovstali. Příběhy z dřívějších věků se pomalu stávaly legendami, až se soudilo, že jsou vymyšlené, a potomci Númenorejců zapomněli na svůj původ.

## Geografie
Většina příběhů Tolkienova legendária se odehrává v severozápadním cípu Středozemě a proto je také tato oblast nejlépe popsána. K orientaci slouží též autorovi mapy Středozemě v Hobitovi, Pánu prstenů či mapa Beleriandu v Silmarillionu.
Z příběhu je zřejmé, že v počátcích chtěli Valar budující Ardu a v rámci ní také Středozem stvořit symetrickou, avšak jejich plány byly od samého počátku mařeny Melkorem. Nejvíce souměrnost světa utrpěla při pádu obrovských lamp Illuin a Ormal, kdy se jak se píše v Silmarillionu hroutily země a vzdouvala moře. Podruhé se vzhled Středozemě výrazně změnil při dlouhém a bolestném obléhání první Melkorovy pevnosti Utumna. Vody moře mezi Amanem a Endorem se tehdy zakously do pevniny a na jihu Středozemě tak vzniknul Velký záliv. Nápor moře tehdy utvořil i Balarskou zátoku nacházející se pak do konce prvního věku jižně od zemí Beleriandu. Další velkou změnu tvaru Středozemě přinesl konec prvního věku, kdy při dobytí Angbandu došlo k rozervání většiny Beleriandu, který se posléze potopil na mořské dno. Zřejmě naposledy se vzhled Tolkienova světa výrazně změnil při zkáze ostrova Númenoru. Země neumírajících Aman a Tol Eressëa byly tehdy vyjmuty z nově zakulacené Ardy a navždy byly odstraněny z dosahu lidí.

### Oblasti Středozemě

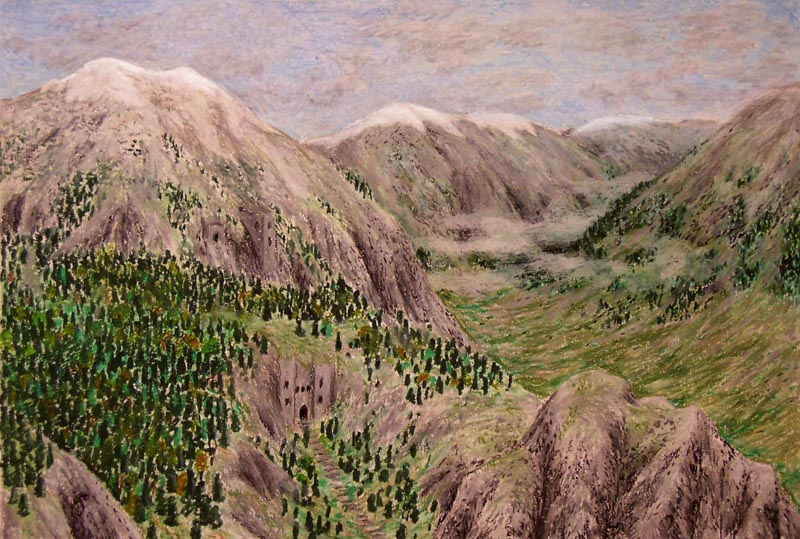
Šedé hory nacházející se na severu známé části Středozemě

Beleriand byl nejzápadnějším územím Středozemě. Jednalo se o oblasti nacházející se západně od Ered Luin v okolí Balarské zátoky. Zde se odehrála velká část podstatných událostí prvního věku. Po zkáze a potopení většiny Beleriandu se skončením války hněvu z něj ve druhém věku zbyla již jen uzká pobřežní oblast za Modrými horami známá jako Lindon.
Calenardhon, bývalá provincie Gondoru, se rozkládá mezi Mlžnými horami na severu a Ered Nimrais na jihu. Na východě tvoří hranici Calenardhonu pohoří Emyn Muil a řeka Anduina. Za severovýchodní hranici je považován Fangornský les a řeka Lipava vlévající se do Anduiny. Jediným snadným přístupem do země je ze západu v místech mezi Mlžnými a Bílými horami, které je známé jako Rohanská brána. Rohanskou bránu střežily dvě velké gondorské pevnosti: Angrenost (známý jako Železný pas) a Aglarond (známý jako Helmův žleb). Calenardhon byl ve třetím věku již natolik vylidněn, že jej správce Cirion předal Rohirům – pánům koní. Ti zde založili město Edoras a království Rohan. Angrenost byl později předán čaroději Sarumanovi.

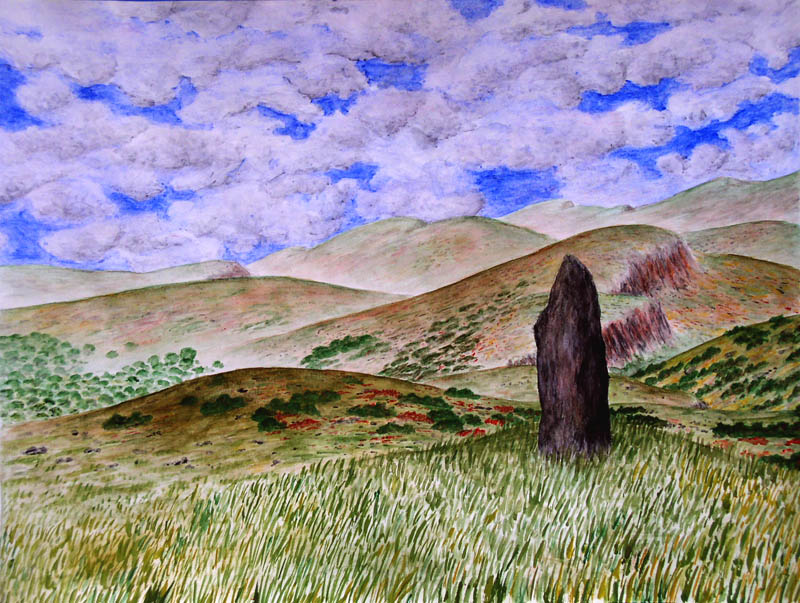
Oblast Enedwaith

Eriador je rozlehlou oblastí sevřenou ze západu Modrými a z východu Mlžnými horami. Na sever od Eriadoru ležel nehostinný a věčně zamrzlý kraj Forodwaith. Ve středu Eriadoru se nacházely Soumračné vrchy s jezerem Nenuial a Kraj. Hlavními řekami Eriadoru byly Mšená (Mitheitel), Bouřná (Bruinen), Brandyvína (Baranduina) a Luna (Lhûn). Na velké části Eriadoru se ve třetím věku rozkládalo království Dúnadanů Arnor.
Forodwaith (sindarsky Severní národ) nazýván též Ledová spoušť je nejsevernější známou oblastí Středozemě. Nacházel se na sever od Mlžných, Šedých a Železných hor. Na západě je zakončen poloostrovem Forochel a Ledovou zátokou. Věčně zamrzlý Forodwaith je znám jako sídlo ledových draků. Místní lid, Forodwaithové (podle kterých dostala země jméno), se přizpůsobil zdejší zimě. Ve třetím věku byl tamější národ Sněžných lidí znám jako Lossothové.
Gondor (sindarsky Kamenná země) je království rozkládající se na pobřeží Belfalaské zátoky. Přirozenou severní hranici země tvořily Bílé hory. Východní hranici se sousedním Mordorem tvořily Hory Stínu. Ke Gondoru bývalo počítáno rovněž sporné území Harondor a severněji položený Calenardhon (pozdější Rohan). Ve válce o prsten se však pod náporem nepřátel Gondorští stáhli až za Velkou řeku Anduinu. Dalšími gondorskými řekami pramenícími v Bílých horách byli Černokořán (Morthonda), Ringló, Gilrain, Erui nebo Sirith.
Harad (sindarsky Jih) je nejjižnější ze známých částí Středozemě. Rozlehlé a pro muže ze západu neprobádané končiny Haradu pokrývaly pouště a velké lesy. Harad obývaly barbarské kmeny nazývané souhrnně Haradwaith, které pravidelně napadaly severněji položené království Gondor. Typickou zbraní Haradských byla obrovská válečná zvířata podobná slonům, známá jako mûmaci.
Chand je oblast ležící jihovýchodně od Mordoru za horami Ephel Dúath. Na jihu přecházel Chand v Harad, na severovýchodě v Rhûn. Zdejší divocí bojovníci v Gondoru známí jako Varjagové se často spojovali s Východňany a Haradskými v boji proti mužům ze západu. Na Sauronově straně stáli muži z Chandu také ve válce o prsten.
Mordor (sindarsky Černá země) je nehostinná oblast ležící jižně od Rhovanionu a východně od Gondoru. Ze severu, západu a jihu byl Mordor sevřen vysokými štíty pohoří Ered Lithui a Ephel Dúath. Centrem nepřítelovy země byla severovýchodní část Mordoru, kde se tyčila ohnivá Hora osudu i Sauronova opevněná věž Barad-dûr. Okolní zpustošený a sopečný kraj byl znám jako Gorgoroth. Jižní část Mordoru pak zabírala rozlehlá pláň Nurn okolo jezera Núrnen.
Rhovanion čili Divočina je polodivoké území nacházející se v okolí Temného hvozdu. Jeho západní hranici tvořily Mlžné a severní Šedé hory. Jižní ani východní hranice Rhovanionu nebyla pevně stanovena, avšak do Divočiny býval počítán také les Lothlórien a Hnědé země na východ od Anduiny. Na východě přecházela Divočina v oblasti Rhûnu. Značnou část Rhovanionu tvořilo údolí Anduiny, do níž se vlévaly Kosatcová řeka, Stříberka a Entva. Další velkou řekou Divočiny je Bystrá řeka Celduina, tekoucí do jezera Rhûn. Kromě tří velkých lesů – Temného hvozdu, Lothlórienu a Fangornu se zde nacházely také tři bažinaté oblasti – Kosatcová pole, Mrtvé močály a Ústí Entvy. Hnědé země mezi Temným Hvozdem a Popelavými horami byly kdysi zahradou Entek, ty však odsud před válkou prchly.
Rhûn (sindarsky Východ) jsou rozlehlá území nacházející se na východ od známých části Středozemě. Na mapách tvoří bílá místa s výjimkou stejnojmenného jezera nacházejícího se severovýchodně od Popelavých hor. Rhûn byl odjakživa obýván lidmi, kteří ctili a poslouchali Temného pána Saurona. Národy Rhûnu jako Balchotové či Vozatajové ve třetím věku mnohokrát válčily s Gondorským královstvím. Také ve válce o prsten stál Rhûn na Sauronově straně.

### Státy
Abecední seznam států ve Středozemi od Probuzení elfů do počátku Panování lidí.
| - Arnor - Arthedain - Belegost - Brethil - Cardolan - Dol | - Dor-Cúathol - Dor-lómin - Doriath - Dorthonion - Éothéod - Erebor (Osamělá hora) | - Eregion (Cesmínie) - Falas - Gondolin - Gondor - Himlad - Hithlum | - Imladris (Roklinka) - Khazad-dûm - Kraj - Ladros - Lindon - Lothlórien | - Maedhrosova marka - Maglorova brána - Meddědovecká zem - Mordor - Nargothrondská říše - Nevrast | - Nogrod - Ossiriand - Rhudaur - Rohan - Severní Temný hvozd - Sirionské přístavy | - Thargelion - Tol Sirion - Železné hory - Železný pas |

### Vodstvo

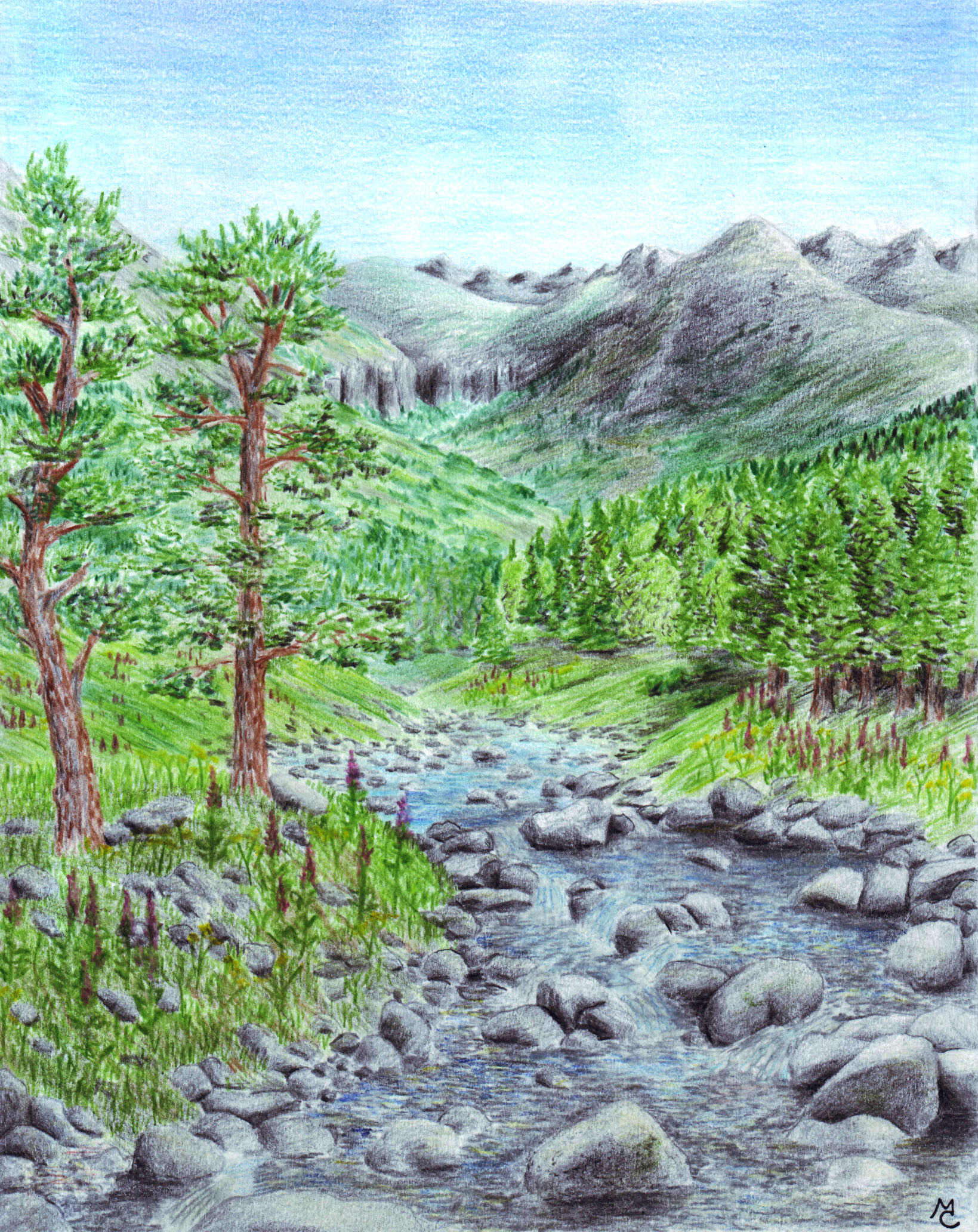
Ossiriandská řeka Duilwen

Severozápad Středozemě je poměrně hustě zavodněn. V zatopeném Beleriandu byly nejdelšími řekami Sirion s přítokem Narog, a Gelion. Sirion pramenil v Eithel Sirionu na západních svazích Hor Stínu. Sirion se vléval do moře deltou, kde se později usadili elfové. Karen Wynn Fonstadová odhadla délku Sirionu na zhruba 628 kilometrů (390 mil). Narog pramenil v Ivrinských tůních a protékal Nargothrondskou říší, aby nakonec potkal Sirion ve Vrbové zemi.Hlavní řekou východního Beleriandu je Gelion, pramenící na Himringu jako Malý Gelion, či v Modrých horách jako Větší Gelion. Šest přítoků Gelionu (Ascar, Thalos, Legolin, Brilthor, Duilwen a Adurant) tvořilo hranice Ossiriandu.
Po válce hněvu si řeka Lhun našla nové koryto a vytvořila Lhunský záliv. Baranduina vytéká ze Soumračného jezera a vlévá se do Vnitřního moře. Jejím přítokem je začarovaná řeka Opletnice, která se do ní vlévá u Koneckřoví. Řeka Mšená pramení v Obrovištích a společně s Bouřnou vytváří řeku Šeravu. Ta se ve Vodním kraji labutí stéká s Hraniční řekou. Řeka Želíz pramení pod Methedrasem a protéká Nan Curunírem. Jejím přítokem je Adorn. Nejdelší řekou severozápadního Endoru je Anduina, po pádu Númenoru dlouhá 2 234 kilometrů. Vzniká soutokem Sivé a Táhličky. Jejími přítoky jsou Kosatcová řeka, Stříberka, Lipava a Entva (s přítoky Sněžnou a Hraničním potokem). Řekami Gondoru jsou Lefnui, Černokořán, Ringló, Gilrain, Sernui a Poros. Na východě byly důležitými řekami i Celduina a Carnen.

#### Jezero Cuiviénen
Cuiviénen (Jezero probuzení) bylo jezero na východě Středozemě. U tohoto jezera se poprvé probudili elfové a pohlédli na pradávné hvězdy. Později sem přišel Oromë a pozval elfy do Valinoru. Když byl svět předělán, už nikdy k němu nebylo návratu, ale mezi elfy se říkalo, že u jezera bývaly kořeny Illuinu.

## Obyvatelstvo
Obyvatele Středozemě v Tolkienových příbězích tvoří Ilúvatarovy děti (prvorození elfové a druhorození lidé), trpaslíci, hobiti, skřeti (spolu s dalšími Melkorovými stvůrami) a Maiar.

### Maiar

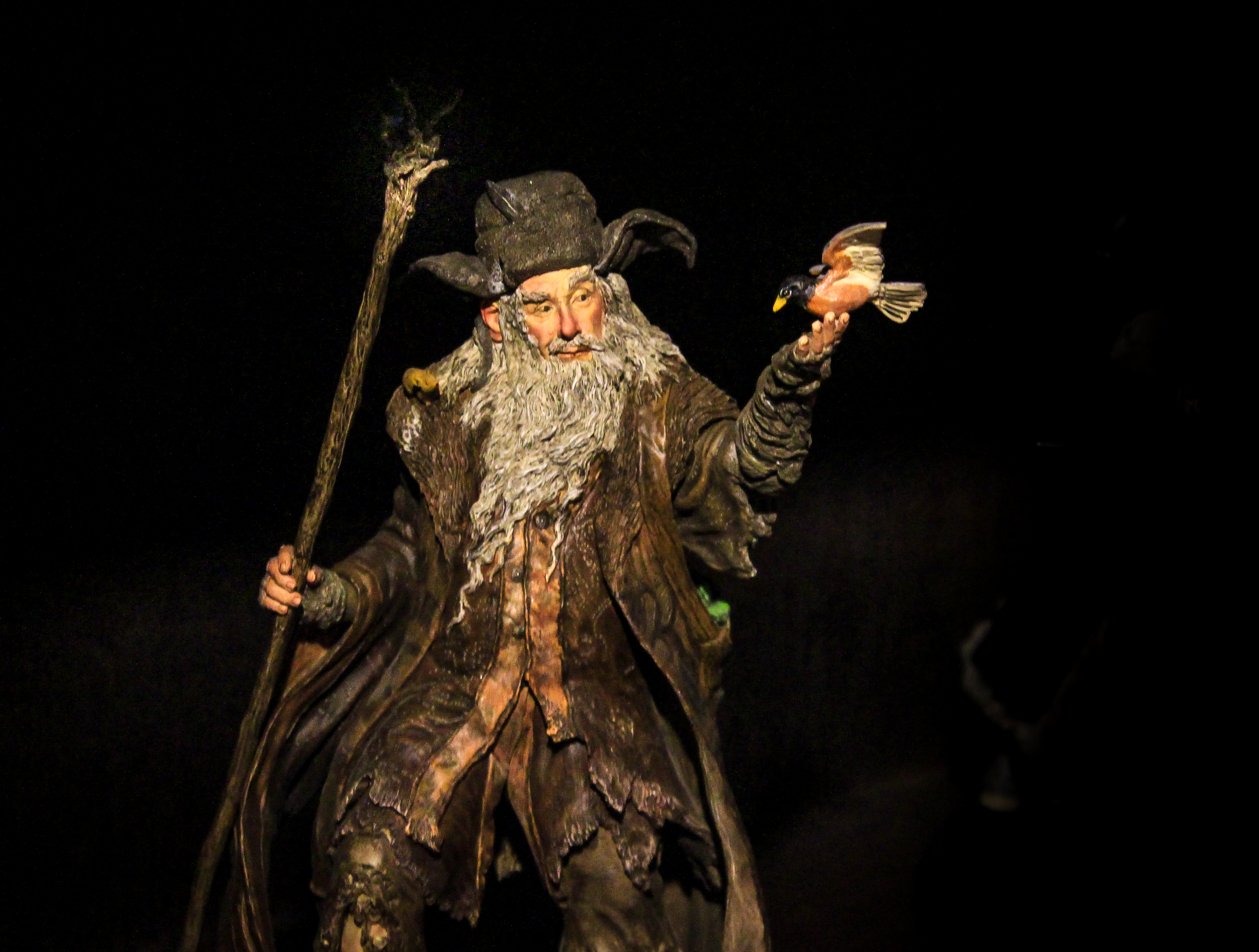
Radagast Hnědý

Nejmocnějšími z ras obývajících Středozem po porážce Melkora a odchodu Valar do Amanu, byli nižší z Ainur – Maiar. Kromě nejznámějšího Melkorova služebníka Saurona, který záhy povstal jako druhý Temný pán, přebývali ve třetím věku ve Středozemi také další z Maiar vyslaní Valar na pomoc elfům a lidem. Byli to Curumo (Saruman), Olórin (Gandalf), Aiwendil (Radagast) a takzvaní Modří čarodějové Alatar a Pallando, kteří působili na dalekém východě. Mezi Maiar se řadili rovněž doriathská královna Melian, morijský balrog a s velkou pravděpodobností také Tom Bombadil.

### Elfové
Ilúvatarovi Prvorození přišli na svět již za dob Dvou stromů. Jsou popisováni jako nejmoudřejší a nejsličnější z ras obývajících Středozem. Jejich ruce navíc stvořily nejvýznamnější z mocných klenotů Ardy silmarily a prsteny moci, o něž se vedly krvavé války po většinu prvních tří věků slunce. Velká část elfů (Quendi) ve Středozemi pocházela z lidu Sindar, Nandor (Lesní elfové) či Avari. Vyhnanci (Noldor) povětšinou nadobro opustili Endor po zkáze Beleriandu. Ve třetím věku jich tak ve Středozemi žilo už jen velmi málo. Jejich domovy byly skrytá Roklinka a přímořský Lindon. Po definitivní porážce Saurona s počátkem čtvrtého věku došlo k rychlému vyblednutí posledních elfských království ve Středozemi a většina doposud zůstávajících Eldar se přesunula přes moře na západ.

### Trpaslíci
Trpaslíci, kteří se nepočítají mezi Ilúvatarovy děti, byli stvořeni jako první z živých bytostí nedočkavým kovářem Aulëm. Z Ilúvatarovy vůle však bylo jejich sedm praotců uspáno a probuzeno až teprve po procitnutí prvních elfů. Pracovitá, houževnatá a žárlivá povaha trpaslíků podobně jako jejich vzhled vyplývají z Aulëho díla. Trpaslíci podobně jako jejich stvořitel milovali práci s kamenem a kovy. Svá sídla budovali v hlubokých horských masívech. Mezi nejznámější z nich patřily Belegost a Nogrod v Ered Luin, Osamělá hora či sídliště v Železných horách a Aglarondu. Nejslavnějším trpasličím sídlem však zůstala Khazad-dûm, která byla po svém zpustnutí na konci třetího věku známa jako Morie. Osud trpaslíků ve čtvrtém věku je kvůli jejich velmi pomalému množení nejistý.

### Enti
Pastýři stromů známí jako Enti či Onodrim byli vytvořeni na počátku věků z přání Aulëho manželky Yavanny. Ta se oprávněně obávala, že Ilúvatarovy děti a trpaslíci nebudou brát ohledy na její výtvory olvar (rostliny) a kelvar (zvířata). Na obranu rostlin proto Valar na počátku věků oživili některé stromy, v nichž elfové brzy probudili touhu mluvit. Pomalou zkázu entů přineslo masivní kácení lesů Númenorejci ve druhém věku a ztráta entek, které se neznámo kam zatoulaly během války Posledního spojenectví. Poslední stárnoucí a pomalu vymírající enti tak na konci třetího věku přežili pouze v lese Fangornu.

### Lidé
Druhorození, které elfové nazývali Atani, se probudili na východě Středozemě s počátkem prvního věku Slunce. Byli stvořeni smrtelní, méně pohlední a slabší než elfové. Lidé byli navíc mnohem více náchylnější k oklamání či zastrašení. Proto většina z nich brzy uvěřila Morgothovým emisarům, kteří je objevili jako první. Někteří však před temnotou prchali na západ k moři, kde se přidali k elfským knížatům bojujícím zde proti Angbandu v beleriandských válkách. Ti byli známi jako Edain. Po zkáze Beleriandu získali přeživší Edain jako odměnu ostrov Númenor. Númenorejci se stali nejlepšími námořníky a na svých lodích prozkoumali a osídlili mnoho přímořských oblastí Středozemě. Poté, co Sauron obrátil většinu Númenorejců ke zlu, však došlo ke zkáze celého ostrova. Zachránili se pouze věrní přátelé elfů, kteří odpluli do Středozemě. Tam založili království Arnor a Gondor, načež ve válce posledního spojenectví porazili navrátivšího se Saurona. Ve třetím věku byli lidé již zdaleka nejmocnější rasou a tvořili většinu obyvatel Středozemě. Nejvyššími lidmi byli Dúnadané a Černí Númenorejci obývající Umbar. Příbuzní Prvního domu Edain žili převážně v Eriadoru. Mezi příbuzné Druhého domu se počítali Vrchovci a lidé z Hůrky. Z největšího Třetího domu pocházeli lidé z Rhovanionu – Meddědovci, Rohirové a lid z Dolu. Ledoví lidé známí jako Lossothové obývali zamrzlý sever Středozemě. Na dalekém východě a jihu Středozemě v zemích Haradu Rhûnu žili lidé v temnotě a vždy ochotně sloužili Sauronovi. Z těchto zemí pocházely divošské národy, které Gondorští nazývali Vozatajové, Balchothové či Varjagové. Po vítězství Svobodných národů ve válce o prsten došlo k definitivní porážce Saurona a ustanovení Obnoveného království. Čtvrtý věk je charakteristický odchodem zbytku elfů a počátkem panování lidí.

### Hobiti
Hobiti, zvaní pro svůj malý vzrůst půlčíci, jsou patrně odrůdou lidí. O jejich historii se z Tolkienova díla ví jen velmi málo. Předpokládá se, že jejich pravlast se nacházela západně od Velké řeky Anduiny. Před šířícím se zlem se na počátku 2. tisíciletí třetího věku přesunuli přes Mlžné hory do Eriadoru a usadili se v oblasti později známé jako Kraj. Po zániku Arnoru žili hobiti téměř nerušeni okolním světem až do vypuknutí války o prsten, v níž byl Kraj poničen služebníky čaroděje Sarumana. Nejznámějšími hobity jsou Bilbo a Frodo Pytlík, kteří představují hlavní postavy Tolkienových děl Hobit aneb cesta tam a zase zpátky a Pán prstenů.

### Skřeti a další Melkorovy stvůry
Plemeno skřetů bylo patrně stvořeno prvním Temným pánem Morgothem ze zajatých elfů, kteří byli pomalým mučením v pevnosti Utumnu obráceni k temnotě. Skřeti se velice rychle množili a vždy tvořili významnou část vojsk Morgotha i jeho nástupce Saurona. Podobně jako trpaslíci primárně obývali především jeskyně a tunely vybudované v horách, neboť se zprvu velmi báli světla. Ve třetím věku existovaly největší skřetí komunity v Mlžných horách a Nepřítelově zemi Mordoru. Ve válce o prsten užíval skřetí vojáky také čaroděj Saruman, který je patrně křížil se zlými lidmi. Mezi další stvůry, které byly rovněž stvořeny Melkorem, patřili draci, zlobři, vrrci, vlkodlaci a upíři. Po zničení Jednoho prstenu a definitivní porážce Saurona byli všichni tvorové do té doby ovládaní Sauronovou vůlí pobiti nebo se rozprchli neznámo kam.

## Knihy
- Hobit aneb cesta tam a zase zpátky (1937)
- Společenstvo prstenu (1954) – první část trilogie Pán prstenů
- Dvě věže (1954) – druhá část trilogie Pán prstenů
- Návrat krále (1955) – třetí část trilogie Pán prstenů
- Příhody Toma Bombadila (1962)
- Cesta jde pořád dál a dál (1967)

Posmrtně dopracoval Tolkienovy nevydané knihy jeho syn Christopher.
- Silmarillion (1977)
- Nedokončené příběhy Númenoru a Středozemě (1980)
- The Letters of J. R. R. Tolkien (1981, vydáno Christopherem společně s Humphrey Carpenterem)
- The History of Middle-earth (1983 – 1996)
- Húrinovy děti (2007)
- Beren a Lúthien (2017)
- Pád Gondolinu (2018)

## Adaptace
Tolkienovy příběhy byly vícekrát filmově zpracovány. Kniha Hobit byla poprvé zfilmována jako krátký animovaný film režisérem Gene Deitchem v roce 1966. Výtvarníkem tohoto filmu byl Adolf Born. V roce 1977 byl v USA ve společnosti Rankin/Bass Productions, Inc. natočen 78 minutový animovaný film The Hobbit. O filmové zpracování Bilbova putování se v roce 1985 pokusili sovětští a v roce 1993 rovněž finští autoři. Jako filmovou trilogii obsahující díly Neočekávaná cesta, Šmakova dračí poušť a Bitva pěti armád točenou v letech 2012 až 2014 pojal Tolkienovu předlohu režisér Peter Jackson.
Tolkienova trilogie Pán prstenů byla poprvé zfilmována režisérem Ralphem Bakshim v roce 1978. Na Bakshiho film v roce 1980 navázalo studio Rankin/Bass, které vydalo 98 minutový animovaný film The Return of the King. Jako filmovou trilogii Pána prstenů dotočil v letech 2001 až 2003 režisér Peter Jackson.